# وشکووو (لهستان)
وشکووو (به لاتین: Wyszkowo) یک روستا در لهستان است که در گمینا للکووو واقع شده‌است.